# دیزج قربان
دیزج قربان یکی از روستاهای استان آذربایجان شرقی است که در دهستان هرزندات غربی بخش مرکزی  ۳۵ کیلومتری شهرستان مرند به جلفا واقع شده‌است.مسیر دسترسی این روستا از محور جلفا به مرند و ۱۵ کیلومتری هادیشهر قرار دارد.  و در حوزه استحفاظی پلیس راه جلفا واقع گردیده است.